# Bosco di Golena del Torreano
Bosco di Golena del Torreano este o arie protejată (arie specială de conservare — SAC, sit de importanță comunitară — SCI) din Italia întinsă pe o suprafață de 140 ha, integral pe uscat.

## Localizare
Centrul sitului Bosco di Golena del Torreano este situat la coordonatele 45°51′08″N 12°58′47″E / 45.8522°N 12.9797°E.

## Înființare
Situl Bosco di Golena del Torreano a fost declarat sit de importanță comunitară în septembrie 1995 pentru a proteja 18 specii de animale. Situl a fost protejat și ca arie specială de conservare în octombrie 2013.

## Biodiversitate
Situată în ecoregiunea continentală, aria protejată conține 8 habitate naturale: Galerii de Salix alba și de Populus alba, Cursuri de apă de la nivel de câmpie la nivel montan, cu vegetație Ranunculion fluitantis și Callitricho-Batrachion, Râuri de munte și vegetația lor lemnoasă cu Salix elaeagnos, Păduri aluvionare cu Alnus glutinosa și Fraxinus excelsior (Alno-Padion, Alnion incanae, Salicion albae), Râuri de munte și vegetația erbacee de pe malurile acestora, Fânețe de joasă altitudine (Alopecurus pratensis, Sanguisorba officinalis), Pajiști cu Molinia pe soluri calcaroase, turboase sau argilos-nămoloase (Molinion caeruleae), Râuri cu maluri nămoloase cu vegetație de Chenopodion rubri p.p. și Bidention p.p..
La baza desemnării sitului se află mai multe specii protejate:
- păsări (8): egretă mare (Ardea alba), erete vânăt (Circus cyaneus), egretă mică (Egretta garzetta), sfrâncioc roșiatic (Lanius collurio), cormoran mic (Microcarbo pygmaeus), gaia neagră (Milvus migrans), stârc de noapte (Nycticorax nycticorax), lăstun de mal (Riparia riparia)
- amfibieni (2): Rana latastei, Triturus carnifex
- pești (8): sturion de adriatica (Acipenser naccarii), Alosa fallax, Barbus plebejus, Cobitis bilineata, Lethenteron zanandreai, Petromyzon marinus, Protochondrostoma genei, Salmo marmoratus

Pe lângă speciile protejate, pe teritoriul sitului au mai fost identificate 2 specii de amfibieni, 1 specie de mamifere, 1 specie de nevertebrate, 2 specii de pești, 3 specii de reptile.